# Moses Soyer

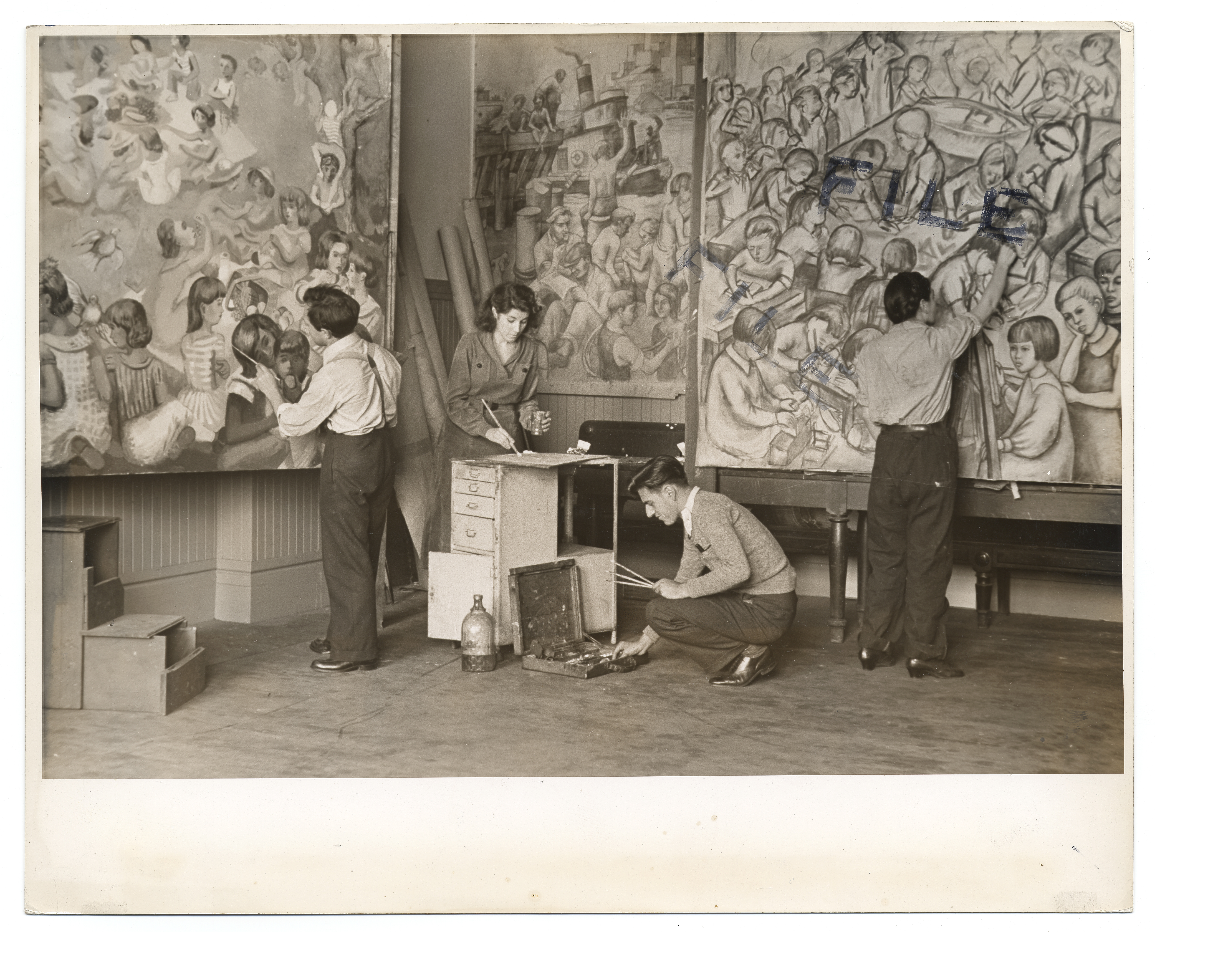
Moses Soyer bei der Arbeit an einem Wandgemälde für das Greenpoint Hospital, Kingsland Avenue, Brooklyn, New York; fotografiert für die Works Projects Administration, 1938. Archives of American Art, Smithsonian Institution

Moses Soyer (* 25. Dezember 1899 in Borisoglebsk, Russisches Kaiserreich; † 3. September 1974 in New York City) war ein US-amerikanischer Maler des Sozialen Realismus, bekannt für seine Porträts von Tänzern und alltäglichen Szenen. Er war der eineiige Zwillingsbruder des Malers Raphael Soyer.

## Leben
Moses und Raphael Soyer waren eineiige Zwillingsbrüder. Sie wurden 1899 in Russland geboren und wanderten 1913 mit ihrer Familie nach Amerika aus. Beide studierten Kunst in New York und wurden erfolgreiche gegenständliche Maler. Moses studierte in New York an der Cooper Union, der National Academy of Design, der Educational Alliance und der Modern School, wo er von Robert Henri und George Bellows beeinflusst wurde. Im Jahr 1926 erhielt Moses Soyer ein Stipendium für eine Reise durch Westeuropa. Seine Arbeiten wurden in einer Gruppenausstellung in der J.B. Neumann's Gallery gezeigt, wo er 1929 seine erste Einzelausstellung haben sollte. Zwischen 1927 und 1934 unterrichtete Soyer Kunstklassen an der Educational Alliance, Contemporary Art School, der New Art School und der New School for Social Research.
In den 1930er Jahren engagierten sich die Brüder für die Works Progress Administration und arbeiteten gemeinsam an mehreren Großprojekten, darunter ein Wandgemälde für das Kingsessing Station Post Office in Philadelphia. Sowohl Raphael als auch Moses wurden von der Great Depression beeinflusst und malten viele realistische Szenen, die ihre Sorge um die armen und arbeitslosen Amerikaner zum Ausdruck brachten. Moses Soyers Werke befinden sich in den ständigen Sammlungen zahlreicher Museen, darunter The Metropolitan Museum of Art, NY; Hirshhorn Museum and Sculpture Garden, Washington, DC; Brooklyn Museum of Art, NY; Museum of Modern Art, NY; Whitney Museum of Art, NY; Philadelphia Museum of Art, PA; Detroit Institute of Art, MI; Phillips Collection, Washington, DC, Walker Art Center, MN, und andere Institutionen und Privatsammlungen.

## Werk
Moses Soyer ist bekannt für seine Porträts von Menschen des täglichen Lebens: junge Paare, Arbeiter, Schauspielerinnen, Tänzerinnen, Künstler, Freunde und Familienmitglieder. Alle seine Werke zeigen intime Momente stiller Reflexion und loten die psychologischen Tiefen der Porträtierten aus. Moses Soyers Humanismus und seine Sensibilität für den individuellen Charakter zeigen sich besonders deutlich in den Bildern seiner Künstlerfreunde wie Jack Levine, Chaim Gross, Joseph Stella, David Burliuk, Robert Gwathmey, Ben Shahn, Max Weber, Jacob und Gwendolyn Lawrence und spiegeln sein Engagement für die New Yorker Künstlergemeinschaft wider.